# ウォーレン (ミシガン州)
ウォーレン（英: Warren）は、アメリカ合衆国ミシガン州マコーム郡の都市。人口は13万9387人（2020年）で、郡内では最大、州内では第3位であり、デトロイトの郊外市としては最大である。
ウォーレン市には、ゼネラルモーターズ技術センター、アメリカ合衆国陸軍デトロイト武器庫、タンク・車両機甲部隊司令部、タンク・車両研究開発製作センター、ビッグボーイ・レストラン・インターナショナル本社、ゼネラルモーターズのキャデラック事業部、キャンベル・エワルドおよびアセット・アクセプタンスなど幅広い分野の企業、組織が拠点を構えている。現在の市長は2007年11月に初当選したジェイムズ・R・ファウツである。

## 歴史
今日のウォーレン市の前身であるウォーレン集落は、今は無くなったウォーレン・タウンシップの境界内で1平方マイル (2.6 km2) にも満たないような小さな所だった。米英戦争の従軍兵で辺境の牧師だったアベル・ウォーレンに因んで名付けられた。ウォーレン牧師はメソジスト監督教会の説教師であり、生まれ故郷のニューヨークを1824年に離れて、ミネソタのシェルビー・タウンシップに来ていた。現在のマコーム郡、ラピーア郡、オークランド郡およびセントクレア郡を隈無く歩き、その地域にいた開拓者の洗礼、結婚および埋葬を取り仕切り、また広範に集会を開いたり説教を行ったりした。幾つかの資料に拠れば、ウォーレンはミシガン州からそのようなことを行う免許を得た最初の説教師だった。
ウォーレン集落はマウンド道路とシカゴ道路の交差点、「ビーブズコーナーズ」と呼ばれた場所周辺およびビーブ・アベニューと呼ばれた通り周辺に固まっていた。ビーブズコーナーズはデトロイトとユーティカを結ぶ駅馬車の停車場だった。1840年の集落人口は582人、1850年でも727人に過ぎなかった。
ウォーレンは1957年に自治体化され、それまでのウォーレン・タウンシップだった土地を取り込み、ウォーレンが取り囲んでいるセンターライン市は外れていた。1950年から1960年の間にウォーレンの人口は42,653人から89,426人にまで脹れ上がった。この人口爆発は、南のデトロイトから白人が転出してきたことで加速された。この人口増加は次の10年間も継続し、その数字は倍々ゲームで増えた。この地域社会が成熟してくると、人口は緩りと減少し始めた。

## 地理
アメリカ合衆国国勢調査局に拠れば、市域全面積は34.3平方マイル (88.9 km2)、このうち陸地は34.3平方マイル (88.8 km2)、水域は0.04平方マイル (0.1 km2)である。デトロイト市郊外のマコーム郡南西隅の一辺が6マイル (10 km) の四角形が市域である。ただし、その中のセンターライン市は入っていない。境を接するのはデトロイト、ヘイゼルパーク、マディソンハイツ、スターリングハイツ、フレーザー、ローズビルおよびイーストポイントの各都市である。

### 主要道路

#### 州間高速道路
- 州間高速道路696号線、ウォーレンの中心を東西に抜ける

#### ミシガン州幹線
- ミシガン州道M-53号線、ヴァンダイク・アベニューと呼ばれ、南北に走るヴァンダイク・フリーウェイに繋がり、市内をほぼ2分する
- ミシガン州道M-97号線、元州知事のアレックス・グロースベックに因んでグロースベック・ハイウェイとも呼ばれ、市内東端近くを走る、デトロイトから北上し、市内を斜めに横切ってマコーム郡北部に行く近道になっている。
- ミシガン州道M-102号線、一般にはエイトマイル道路と呼ばれ、市の南側境界に相当する基準道路でもある

#### その他の道路
マウンド道路は市内を南北に貫く重要な動脈である。東西方向は主に複数のマイル道路があり、その中でもエイトマイル道路はウォーレンとデトロイトの市境になっている。イレブンマイル道路は州間高速道路696号線の下道であり、フォーティーンマイル道路はウォーレンと北のスターリングハイツとの市境になっている。

## 人口動態
以下は2007年の人口統計データである。
| 基礎データ - 人口: 138,247人 - 世帯数: 55,551世帯 - 家族数: 36,714家族 - 人口密度: 1,556.6人/km2（4,031.8人/mi2） - 住居数: 57,249軒 - 住居密度: 644.6軒/km2（1669.6/mi2） 人種別人口構成 - 白人: 91.3% - アフリカン・アメリカン: 2.7% - ネイティブ・アメリカン: 0.4% - アジア人:3.1% - 太平洋諸島系: 0.0% - その他の人種: 0.3% - 混血: 2.2% - ヒスパニック・ラテン系: 1.2% - 出身民族別 - ポーランド系：21.0% - ドイツ系：20.4% - アイルランド系：11.5% - イタリア系：10.6% - イングランド系：7.3% - フランス系：5.3% 年齢別人口構成 - 18歳未満: 22.9% - 18-24歳: 7.6% - 25-44歳: 30.8% - 45-64歳: 21.4% - 65歳以上: 17.3% - 年齢の中央値: 38歳 - 性比（女性100人あたり男性の人口） - 総人口: 95.6 - 18歳以上: 92.1 | 世帯と家族（対世帯数） - 18歳未満の子供がいる: 27.8% - 結婚・同居している夫婦: 49.7% - 未婚・離婚・死別女性が世帯主: 11.7% - 非家族世帯: 33.9% - 単身世帯: 28.8% - 65歳以上の老人1人暮らし: 12.0% - 平均構成人数 - 世帯: 2.47人 - 家族: 3.05人 収入と家計 - 収入の中央値 - 世帯: 44,626米ドル - 家族: 52,444米ドル - 性別 - 男性: 41,454米ドル - 女性: 28,368米ドル - 人口1人あたり収入: 21,407米ドル - 貧困線以下 - 対人口: 7.4% - 対家族数: 5.2% - 18歳以下:9.5% - 65歳以上: 5.8% |

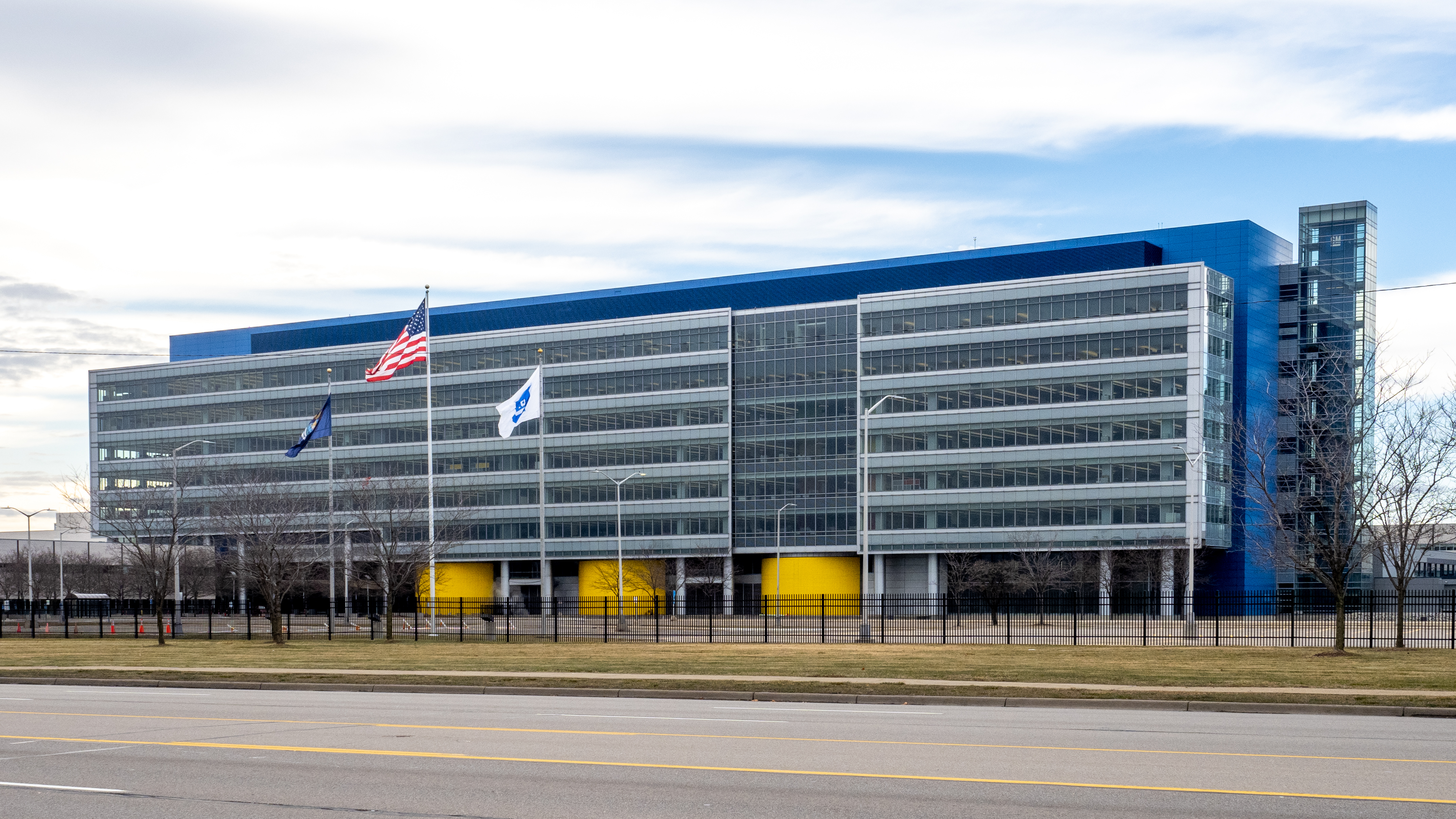
ゼネラルモーターズ技術センター、アメリカ合衆国国家歴史登録財に登録されている

アメリカ合衆国のウォーレンと同様な大きさの都市の中で、ウォーレンを特異なものにしている特性が多くある。ウォーレンは1940年から1970年の間、最も人口成長率の高い都市群に属した。その数字は10年間毎にほぼ2倍になっていった。1940年国勢調査でウォーレンの公式人口値は22,416人、1950年で42,653人、市制を布いた後の1960年では89,240人、1970年では179,260人となった。
1970年以降、ウォーレン市は国内でも一貫して人口減少率の激しい都市に変わった。その値は10年間毎に10％ずつ減少し、1980年が161,060人、1990年が144,864人と進み、2000年時点ではさらに4.6％減少して138,247人となって減少傾向が続いた。現在では国内でも高齢化が進んだ都市となっており、2000年時点の65歳以上人口は17.3％で、人口10万人以上の都市の中ではフロリダ州ハリウッドと共に第5位となっている。またフロリダ州とハワイ州以外では第1位になっている。ウォーレン市は長く住む人の多い点でも国内第1位である。ウォーレン市民は平均して35.5年間住み続けており、国内の人口10万人以上の都市の平均8年と比べるとかなり長い。
ウォーレンはかつて白人の人口比率が最も高い都市でもあった。1970年の人口179,274人のうち白人の比率は99.5％であり、人口10万人以上の都市では最高記録である。このとき非白人は838人しか住んでいなかった。その後の30年間では、1980年の98.2％、1990年の97.3％、2000年の91.3%と緩りと比率が落ちてきた。2000年の数字は非ヒスパニック系白人とすれば90.4％となる。出身民族別に見ると、ポーランド系、レバノン系、ウクライナ系、スコットランド＝アイルランド系、カルデア系出身者の集中度が高い状態を維持している。
1970年以降の人口変化が宣伝されたので、少数民族出身者が増えて、フィリピン系1,026人、インド系1,145人、インディアン1,559人と目立つようになった。インディアンの多くは南部の出身であり、チェロキー族429人、ラムビー族66人となっている。ラムビー族の場合、チッペワ族の193人に続く第3位の勢力になっている。

## 地区

### 南東部ウォーレン
南東部ウォーレンはベランジャーズガーデン、バークシャーメナー、パイパー・ヴァンダイク、ウォーレンデイルおよびウォーレンウッズ南部の地区で構成されている。この地区の人口は2009年時点で33,031人である。人種構成は、白人85.14％、アフリカ系アメリカ人5.50％、アジア系4.27％、インディアン0.38％、その他3.80％となっており、人種に拘わらずヒスパニック系1.84％となっている。
この地区の2009年時点での世帯当たり収入中央値は40,136ドル、一人当たりは18,301ドルとなっている。
南東部ウォーレンの住宅建築はその多くが第二次世界大戦直後に建てられたバンガロー（1階建ての平屋）スタイルである。スティーブンズ道路の北では、1960年以降に建築された煉瓦造りランチスタイルの家屋が多い。住宅地域以外では複合的工業パークが占めている。

### 南西部ウォーレン
南西部ウォーレンはベイアーマンファームズとフィッツジェラルドの地区で構成される。この地区の人口は2009年時点で30,876人である。人種構成は、白人81.98％、アフリカ系アメリカ人7.9％、アジア系4.98％、インディアン0.48％、その他4.23％となっており、人種に拘わらずヒスパニック系1.64％となっている。
この地区の2009年時点での世帯当たり収入中央値は40,311ドル、一人当たりは19,787ドルとなっている。

### 北東部ウォーレン
北東部ウォーレンはベアクリーク、ベラビスタ・エステイト、ダウンタウン、フェアレイン・エステイト、ロレーヌ、ノーサンプトン、ウォーレンウッズ北部、およびウォーレンコン東部の地区で構成される。この地区の人口は2009年時点で45,492人である。人種構成は、白人92.47％、アフリカ系アメリカ人2.93％、アジア系2.78％、インディアン0.5％、その他3.75％となっており、人種に拘わらずヒスパニック系1.36％となっている。
この地区の2009年時点での世帯当たり収入中央値は48,806ドル、一人当たりは27,914ドルとなっている。

### 北西部ウォーレンとウォーレンコン
北西部ウォーレンはウォーレンコン地区西部で構成されている。この地区の人口は2009年時点で45,492人である。人種構成は、白人85.50％、アフリカ系アメリカ人4.58％、アジア系6.57％、インディアン0.1％、その他3.50％となっており、人種に拘わらずヒスパニック系1.32％となっている。
この地区の2009年時点での世帯当たり収入中央値は55,102ドル、一人当たりは25,334ドルとなっている。

### 荒廃地域
ウォーレン市内には異常なくらい荒廃地域が少なく、エイトマイル道路沿いにある程度である。他にはヴァンダイク地域やイーストポイントとの市境近くのエイトマイル道路付近に荒廃地域が点在する程度である。

## 教育
ウォーレン市の教育は6つの教育学区によって管轄されている。マコーム中間教育学区がこれらの学区を束ねている。市内の中等教育学校はウォーレンウッズタワー高校など6校ある。私立の高校が1校ある。中等教育後の教育施設として、マコーム・コミュニティ・カレッジの南キャンパス、ダベンポート大学、および中央ミシガン大学のウォーレンセンターがある。

### 公共図書館
ウォーレン公共図書館は1つの本館と3つの支所で構成されている。シビックセンター図書館は市役所1階にある。アーサー・ミラー支所はウォーレン・コミュニティセンター内にある。他にメイベル・バーネット支所とドロシー・ブッシュ支所がある。

## 文化とレクリエーション
市のレクリエーション部がコミュニティセンターとレクリエーションセンター、および24か所の公園を支援している。ウォーレン交響楽団は1シーズンに数回の演奏会を行っている。2003年に元ウォーレン高校があった場所にコミュニティセンターを新築した。ここには公会堂、幾つかのジムと会議室、3つのプールおよび2006年のミシガン州における投票で1位になったフィットネスセンターが入っている。2006年にはまた別の投票で「ミシガン州における最良のコミュニティ・レクリエーションセンター」に選ばれた。

## 犯罪
| 犯罪 | ウォーレン（2003年） | 全米平均 |
| ---- | -------------------- | -------- |
| 殺人 | 2.2                  | 6.9      |
| 強姦 | 57.6                 | 32.2     |
| 強盗 | 135.4                | 195.4    |
| 夜盗 | 549.4                | 814.5    |

ウォーレンで発生する犯罪の率は大半が平均的な数字である。デトロイト都市圏の他の都市と比較して暴力犯罪の発生率は低く、窃盗犯罪の発生率は高い。2003年の犯罪発生率は全国平均に対して91.4％だった。窃盗が最も多い犯罪であり、発生件数の58.7％を占めた。
2000年以降、報告された殺人事件は35件発生した。この期間、暴力犯罪の発生率は16.2％減少した。
ウォーレン警察部は市の主要法律執行機関として機能している。この部はコミュニティの警察との結びつきが強い。市民救急対応チームは緊急事態対応を支援し報告するために警察部と市民との主要な連絡路になっている。

## 歴史史跡

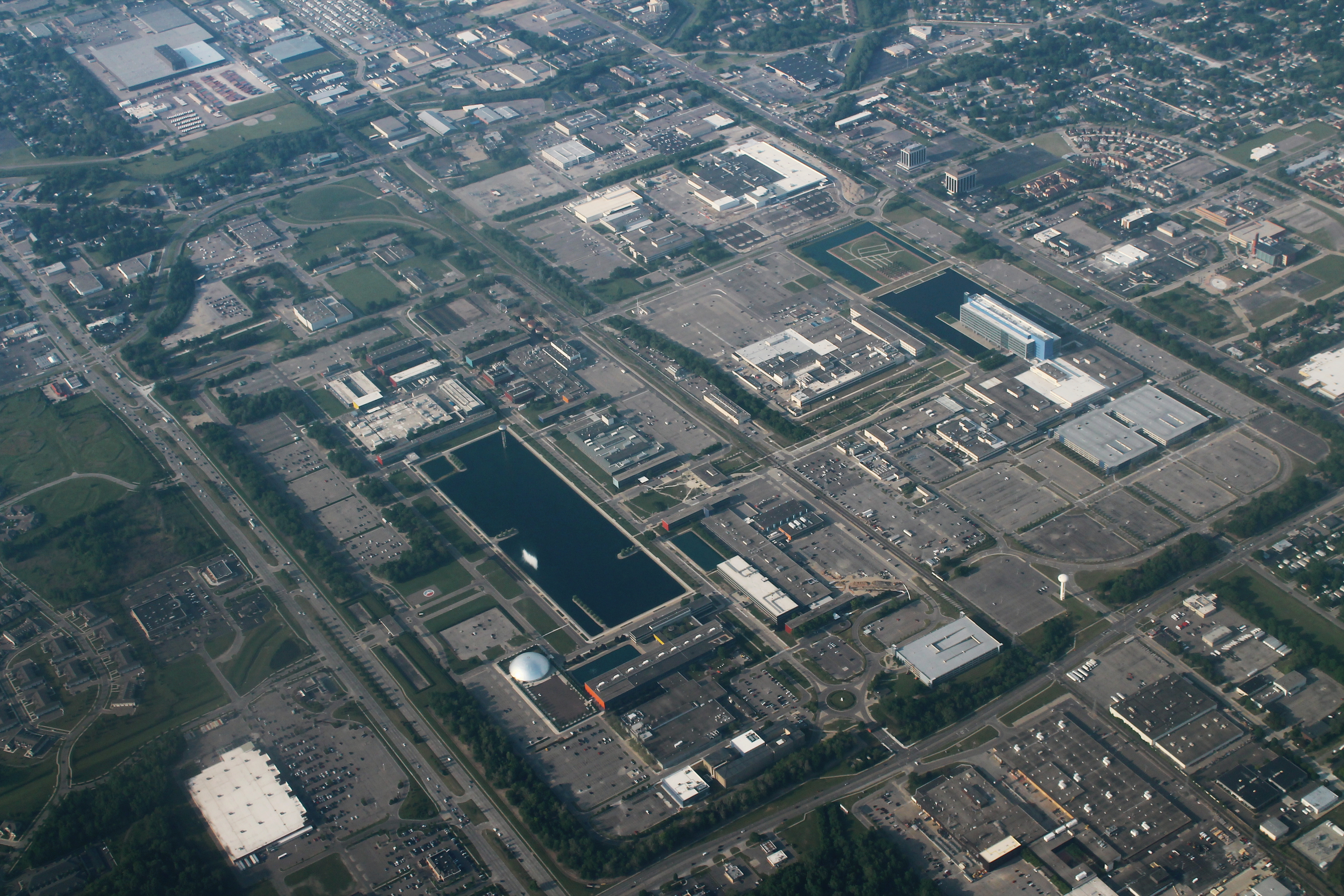
GM技術センター

市内にはミシガン州の歴史史跡として認定されたものが9か所有る。
- デトロイト武器庫タンク工場、第二次世界大戦中にアメリカ合衆国が生産したシャーマン戦車の4分の1を製造した。1996年までM1エイブラムス戦車を製造していた。
- デトロイト記念公園墓地、発明家イライジャ・マッコイが眠っている[20]。黒人系女性ボーカル・グループスプリームスの元メンバーであるフローレンス・バラードもここに眠っている。
- エリン - ウォーレン小学区2番目の学校
- ゼネラルモーターズ技術センター
- アレクサンダー・ジョセフ・グロースベック州知事の家
- ジョン・タイゼンの家
- ウォーレンの集落
- ウォーレン・タウンシップ第4の学校
- ウォーレン北軍墓地

下記の10番目と11番目の史跡は事実上センターライン市内にあるが、歴史的にも距離的にもウォーレンに近いためにウォーレンの史跡に含まれている
- セントクレメント・カトリック教会
- セントクレメント・カトリック墓地[20]

さらに約2ダースの史跡がウォーレン歴史・系図教会によって指定されている。